# Фолкмарзен
Фолкмарзен (њем. Volkmarsen) град је у њемачкој савезној држави Хесен. Једно је од 22 општинска средишта округа Валдек-Франкенберг. Према процјени из 2010. у граду је живјело 6.842 становника. Посједује регионалну шифру (AGS) 6635020.

## Географски и демографски подаци
Фолкмарзен се налази у савезној држави Хесен у округу Валдек-Франкенберг. Град се налази на надморској висини од 259 метара. Површина општине износи 67,5 km². У самом граду је, према процјени из 2010. године, живјело 6.842 становника. Просјечна густина становништва износи 101 становника/km².